# !Oka Tokat
!Oka Tokat é uma série de drama paranormal, na qual passou na ABS-CBN de 1997 a 2002. Ela originalmente foi ao ar toda terça à noite e estrelando Ricky Davao, Diether Ocampo, Jericho Rosales, Angelika de la Cruz, Rica Peralejo, Paolo Contis e Agot Isidro. O titulo da série é o contrário da frase Takot ako! (Estou assustado!); assim, o ponto de exclamação no começo.
Ela foi a série mais longa passada na televisão filipina.
Oka Tokat voltou ao ar em 2012. A sequência também estrela Paul Salas, Sue Ramirez, Jane Oineza, Joshua Colet e Makisig Morales.

## Elenco dos Personagens

### Elenco
- Agot Isidro como Corona "Rona" Catacutan del Fierro
- Ricky Davao como Joaquin "Jack" Villoria
- Rica Peralejo como Richelou "Ricki" Montinola
- Diether Ocampo como Benjamin "Benjie" Catacutan
- Jericho Rosales como Jeremiah "Jeremy" Tobias
- Angelika de la Cruz como Tessa Sytanco (1997 - 1999)
- Paolo Contis como Niccollo "Nico" Tobias
- Joy Viado como Tita Gaying
- Giselle Sanchez como Dalen
- Marc Solis como Jolo
- Lorena Garcia como Jing Jing
- Carmina Villaroel - Carmela, the devil's bride

### Elenco estendido
- G. Toengi como Melissa "Lizzie" Santiago (Quando Angelika de la Cruz deixou a série, G. pegou seu lugar) (mid-1998-1999)
- Janette McBride como Andrea "Andie" Santiago (Quando G. mudou para GMA, Janette pegou seu lugar em 2002)
- Bojo Molina como Henry
- Tin Arnaldo - meio-humano/meio-sereia
- Marvin Agustin - meia-humana/meia-sereia
- Sheila Marie Rodriguez
- Shaina Magdayao como Twinkle
- Alwyn Uytingco como Bobong
- Joy Chiong como Britney
- Jiro Manio como Tofu
- Emman Abeleda como Kyle
- Kevin Hesita como George
- Ate Gay como Bona
- Cherry Pie Picache como Michelle, irmã gemia de Rona.

## Sequência
Em 2011, ABS CBN anunicou que Oka Tokat iria ter um a sequência intitulada "Oka2kat". Ela iria supostamente ir ao ar em Março de 2011 mas foi adiada até 4 de fevereiro de 2012. A sequência não tem os mesmo personagens mas tem o mesmo gênero.